# 1999年女子ファイブ・ネイションズ・チャンピオンシップ
1999年女子ファイブ・ネイションズ・チャンピオンシップは1999年2月6日から4月10日にかけて開催された第1回女子ファイブ・ネイションズ・チャンピオンシップ。前年度まではイングランド、アイルランド、スコットランド、ウェールズの間で開催されていたが、今大会からフランスが加わりファイブ・ネイションズとなった。イングランドがホーム・ネイションズ・チャンピオンシップからの通算で3回目の優勝を果たした。

## 結果
| 順 | チーム         | 試 | 勝 | 分 | 敗 | 得  | 失  | 差   | 点 |  |
| -- | -------------- | -- | -- | -- | -- | --- | --- | ---- | -- |  |
| 1  | イングランド   | 4  | 4  | 0  | 0  | 186 | 26  | +160 | 12 |  |
| 2  | フランス       | 4  | 3  | 0  | 1  | 114 | 36  | +78  | 9  |  |
| 3  | スコットランド | 4  | 2  | 0  | 2  | 70  | 87  | −17  | 6  |  |
| 4  | ウェールズ     | 4  | 1  | 0  | 3  | 42  | 120 | −78  | 3  |  |
| 5  | アイルランド   | 4  | 0  | 0  | 4  | 5   | 128 | −123 | 0  |  |

## 試合結果
| 1999-02-07 | アイルランド | 0–24 | フランス | アイルランド |
| 1999-02-07 |              |      |          | アイルランド |

| 1999-02-07 | スコットランド | 23–0 | ウェールズ | スコットランド |
| 1999-02-07 |                |      |            | スコットランド |

| 1999-02-28 | イングランド | 34–7 | スコットランド | イングランド |
| 1999-02-28 |              |      |                | イングランド |

| 1999-02-28 | ウェールズ | 26–0 | アイルランド | 不明 |
| 1999-02-28 |            |      |              | 不明 |

| 1999-03-05 | フランス | 34–5 | ウェールズ | フランス |
| 1999-03-05 |          |      |            | フランス |

| 1999-03-07 | アイルランド | 0–56 | イングランド | アイルランド |
| 1999-03-07 |              |      |              | アイルランド |

| 1999-03-21 | イングランド | 13–8 | フランス | イングランド |
| 1999-03-21 |              |      |          | イングランド |

| 1999-03-21 | スコットランド | 22–5 | アイルランド | スコットランド |
| 1999-03-21 |                |      |              | スコットランド |

| 1999-04-09 | フランス | 48–18 | スコットランド | フランス |
| 1999-04-09 |          |       |                | フランス |

| 1999-04-10 | ウェールズ | 11–83 | イングランド | ウェールズ |
| 1999-04-10 |            |       |              | ウェールズ |